# Marpissa kalighatensis
Marpissa kalighatensis is een spinnensoort uit de familie van de springspinnen (Salticidae).
De wetenschappelijke naam van de soort werd in 1992 gepubliceerd door Bijan Kumar Biswas & Kajal Biswas.